# Synanthedon phaedrostoma
Synanthedon phaedrostoma is een vlinder uit de familie wespvlinders (Sesiidae), onderfamilie Sesiinae.
Synanthedon phaedrostoma is voor het eerst wetenschappelijk beschreven door Meyrick in 1934. De soort komt voor in het Afrotropisch gebied.